# Soldato sotto la pioggia
Soldato sotto la pioggia (Soldier in the Rain) è un film del 1963 diretto da Ralph Nelson, con Jackie Gleason e Steve McQueen.

## Trama
Eustis è un soldato americano intenzionato a escogitare qualsiasi cosa per fare quattrini e diventare un uomo di affari dopo il servizio nell'esercito. Vorrebbe coinvolgere nei suoi affari anche il suo amico, il sergente maggiore Slaughter, che invece ama la vita della caserma e non è intenzionato a cambiarla. La morte del suo cane prima e di Slaughter poi, convinceranno Eustis a rimanere nell'esercito come avrebbe fatto il suo amico.

## Curiosità
- Il film ebbe la sfortuna di uscire negli Stati Uniti cinque giorni dopo l'assassinio del presidente Kennedy, in un momento di tensione per il paese, e non riscosse successo.